# João Matias

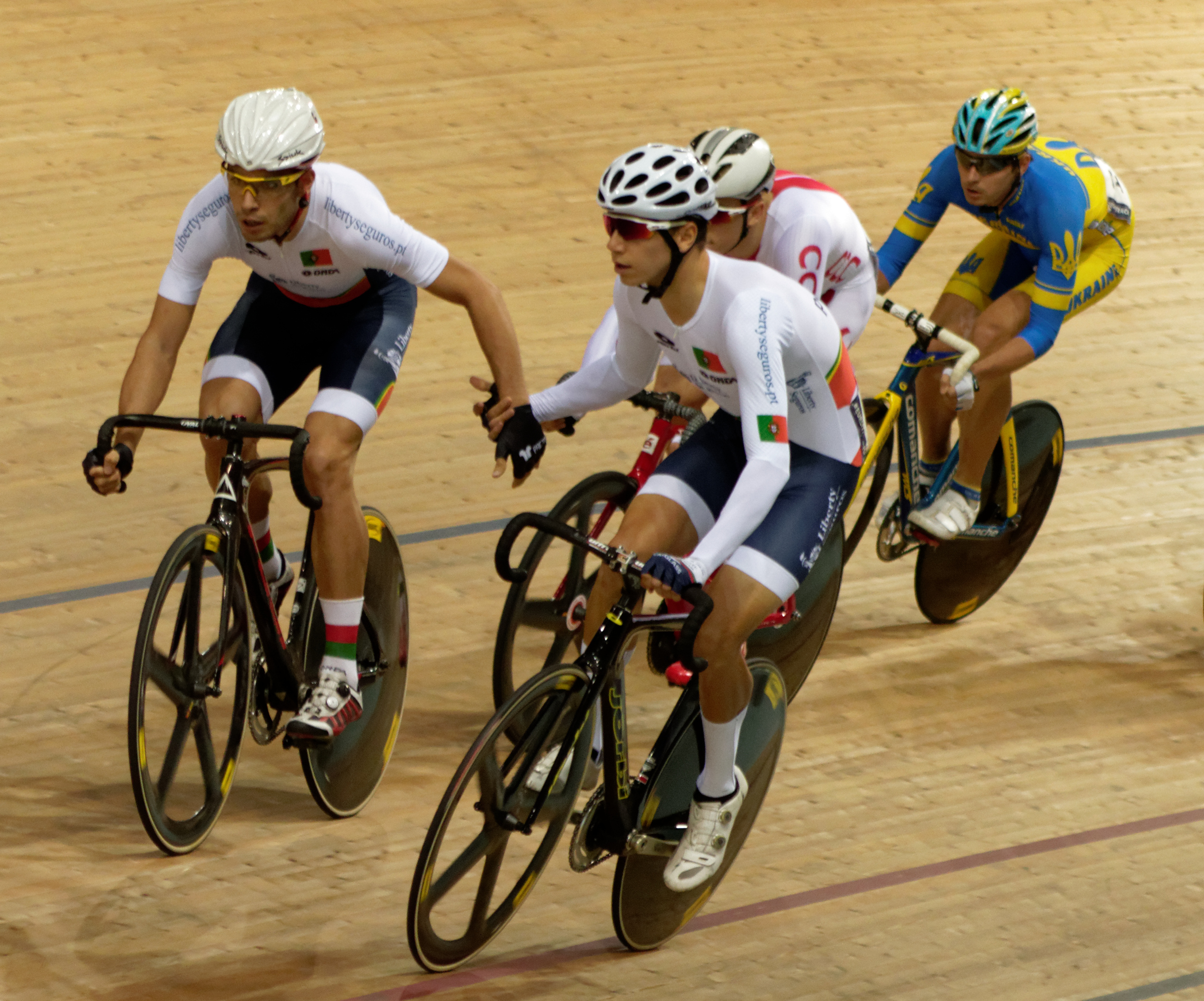
Matias (l.) mit Ivo Oliveira bei den Bahneuropameisterschaften 2016 im Zweier-Mannschaftsfahren

João Carlos Araújo Matias (* 26. Mai 1991 in Barcelos) ist ein portugiesischer Radsportler, der Rennen auf Bahn und Straße bestreitet.

## Sportliche Laufbahn
2013 belegte João Matias bei der portugiesischen Straßenmeisterschaft der U23 Platz fünf, 2016 wurde er Elfter im Einzelzeitfahren der Elite. 2018 gewann er eine Etappe und die Punktewertung des Grande Prémio de Portugal N2.
2017 wurde Matias erstmals nationaler Meister auf der Bahn, im Scratch. Bis einschließlich 2020 errang er weitere Meistertitel in verschiedenen Bahndisziplinen. In der Scratch-Gesamtwertung des Bahnrad-Weltcups 2018/19 wurde er Neunter. 2021 belegte er mit Iúri Leitão beim Lauf des Nations’ Cup in Sankt Petersburg Rang zwei. Im Jahr darauf entschied er die Bergwertung der Algarve-Rundfahrt sowie zwei Etappen der Portugal-Rundfahrt für sich.

## Erfolge

### Bahn
2017
- Portugiesischer Meister – Scratch

2018
- Portugiesischer Meister – Einerverfolgung

2019
- Portugiesischer Meister – Zweier-Mannschaftsfahren (mit Rui Oliveira)

2020
- Portugiesischer Meister – Einerverfolgung, Punktefahren

2022
- Portugiesischer Meister – Omnium, Punktefahren, Zweier-Mannschaftsfahren (mit Iúri Leitão)

2025
- Portugiesischer Meister – Omnium

### Straße
2018
- Punktewertung und eine Etappe Grande Prémio de Portugal N2

2022
- Bergwertung Algarve-Rundfahrt
- zwei Etappen Portugal-Rundfahrt